# Congreso de las Provincias Unidas de la Nueva Granada
El Congreso de las Provincias Unidas fue el primer Congreso que existió en el territorio de la actual República de Colombia. Inició con la reunión de diputados de 7 de las 13 provincias que se reunieron el en 1810 en Tunja, en la provincia homónima. En este primer congreso, se suscribió el Acta de Federación de las Provincias Unidas de la Nueva Granada. Fue reunida con el fin de consolidar la unión de las provincias de la Nueva Granada y dar los avances para la consolidación de la república.

## Historia
El Congreso se reunió en 1810 de Tunja para la firma del Acta de la Federación de las Provincias Unidas de la Nueva Granada, cuyos ideólogos fueron Camilo Torres y Miguel de Pombo en 1810 se intentó la creación del primer Congreso del Reino, el cual fracasó ante la oposición de la Junta de Santafé.
El Congreso federalista promulgaba que las provincias fueran "libres, soberanas e independientes" y daba al gobierno general "las facultades propias y privativas de un solo cuerpo de nación". Este Gobierno General intentó mantener el recaudo de los antiguos ingresos fiscales, pero fue detenido por el Cabildo Catedral de Santafé, quien reclamó la totalidad de los diezmos eclesiásticos.
El Estado Libre de Cundinamarca se opuso a esta Confederación, pero poco después fue obligado por la fuerza a adherirse.
En noviembre de 1815 el Poder Ejecutivo fue concentrado en una sola persona que sería nombrada por el Congreso cada seis meses, ante la llegada inminente del ejército español. El 6 de mayo de 1816 llegó a Santafé el ejército español comandado por Pablo Morillo, Miguel de la Torre y Sebastián de la Calzada. El Congreso, liderado por Juan Fernández de Sotomayor, huyó a Popayán, junto con los diputados de Pamplona y Cundinamarca.

## Diputados
| Provincia | Nombre                | Notas                                                                                     |
| --------- | --------------------- | ----------------------------------------------------------------------------------------- |
| Antioquia | José Manuel Restrepo  | Secretario, ilustre señor del Reino de Granada.                                           |
| Cartagena | Enrique Rodríguez     |                                                                                           |
| Neiva     | Manuel Campos Cote    |                                                                                           |
| Pamplona  | Camilo Torres Tenorio | Federalista, inspirador del Acta de Federación de las Provincias Unidas de Nueva Granada. |
| Tunja     | José Joaquín Camacho  | Abogado, editor de importantes diarios                                                    |

| Cundinamarca | Ignacio de Herrera         | No firmó el Acta. Intercedió ante la desautorización del diputado Manuel de Bernardo Álvarez, en el Primer Congreso Real. |
| Chocó        | Manuel de Bernardo Álvarez | No firmó el Acta, tío de Antonio Nariño y fiel defensor de sus ideas centralistas.                                        |

Ante la no firma, se mantuvo El Estado Libre de Cundinamarca como ente aparte de la federación neogranadina.